# 神经发育障碍
（neurodevelopmental disorder），是影響神經系統發育的障礙類群，導致大腦功能異常，可能影響情绪、學習能力、自我管理及記憶。神經發育障礙對患者的影響常持續一生。  
神經發育障礙通常出現於發育早期，經常在兒童就學之前，其特徵是大腦過程在發育時出現缺陷或異常，導致個體本身、社交、學業或職能上的功能受損。發育缺陷或異常的範圍很廣，從學習或控制某些具體功能時受到限制，到社交技能或智能全面受損都有。早期認為神經發育障礙可以明確定義，但是晚近測量症狀特徵的方法，是將一系列狀況及嚴重程度陳列出來，發育障礙與發育正常之間並沒有很明確的界限。因此疾病診斷要件是症狀及功能受損都必須出現。

## 分類
神經發育障礙是大腦或中樞神經系統在生長或發育時遭遇阻礙。狹義用法是個案因其大腦功能受損而影響到應該隨著年紀漸增而逐步發展的情緒、學習、自我控制及記憶等相關能力。
根據DSM-5，神經發育障礙包括：
1. 注意力不足過動症（ADHD）。
2. 發展性語言障礙（DLD），舊稱特定語言障礙（SLI）。
3. 溝通、言談或語言障礙、言語表達障礙、語言流暢障礙、社交（語用）溝通障礙（SPCD）及語音障礙（SSD）。
4. 自閉症譜系障礙（ASD）。
5. 智力障礙（IDs）或智力發育障礙（IDD，舊稱精神發育遲緩）及整體發育遲緩（GDD）。
6. 運動障礙，包括發展協調障礙、刻板運動障礙及抽動障礙（如妥瑞症）及言語失用症（CAS）。
7. 神經遺傳疾病，例如X染色體易裂症、唐氏症[7]、蕾特氏症、低促性腺激素性腺功能減退綜合症（HH）[8]。
8. 特定學習障礙，如閱讀障礙或計算障礙。[9]
9. 創傷性腦損傷（包括種種導致腦性麻痺的先天損傷[10]）。神經毒性引起之疾病，包括汞引起的水俁病；由重金屬（鉛、鉻、鉑等）、碳氫化合物（戴奧辛、多溴二苯醚及多氯聯苯等）、藥物及非法藥品（如古柯鹼）或放射性金屬（如菸品中的釙-210）所引起的情緒及行為障礙（如品行障礙）。
10. 胎兒酒精譜系障礙（FASD）的表現可能雷同於前述症狀（其中以ADHD最常見）[11]，因而沒有診斷出來，實際估計FASD大約每20人就有1人受到影響。[12]

### 目前研究中
神經發育研究正在探討的可能新增項目：
非語言學習障礙（NLD或NVLD），被認為是與大腦右半球白質有關的神經發育障礙，通常包括：1. 視覺空間能力低下；2. 視覺空間能力與語言能力之間有落差；3. 視覺空間建構及精細動作協調能力困難；4. 視覺空間記憶操作困難；5. 閱讀成績優於數學成績；6. 社會情感能力困難。非語言學習障礙在ICD或DSM中並未被單獨歸類，且「大多數研究人員及臨床醫生都同意雖然NLD特徵明顯存在，但沒有必要在臨床上特別加以分類及建立診斷標準。」

## 表現
神經發育障礙所涵蓋的症狀及嚴重程度相當廣泛，對個案的心理、情感、身體及經濟等方面的影響不一而足，也進一步對家庭、社群及社會造成種種後果。

## 原因
神經系統的發育極為複雜，其形成、移動、分化、特化等過程在作用及時間上皆有嚴謹的規定，且深受基因問題及環境的影響。生命早期正常發育軌跡的任何重大偏差，都可能導致神經元結構或連結的缺陷或異常。由於發育軌跡的時間及空間都很複雜，神經發育障礙的潛在因素很多，可能會在不同時間點及年齡影響到不同的神經系統區域。這些因素包括社會剝奪、基因及代謝疾病、免疫紊亂、傳染病、營養因素、身體創傷、毒害及環境因素。某些神經發育障礙如自閉症及其他廣泛發育障礙，被認為是多因素的綜合症，即出於許多原因而匯聚成較具體的神經發育表現。

### 社會剝奪
社會及情感方面的剝奪，會導致大腦及認知發育的嚴重遲緩。某項針對尼古拉·西奧塞古政權期間在羅馬尼亞孤兒院長大的兒童所進行的研究發現，社會剝奪及語言剝奪對大腦發育的影響深遠；且影響與時間長短息息相關，兒童在疏忽照料的機構中待得越久，後果就越嚴重。相較之下，如果兒童早年就得到收養，可以減輕先前體制化症候群的影響。

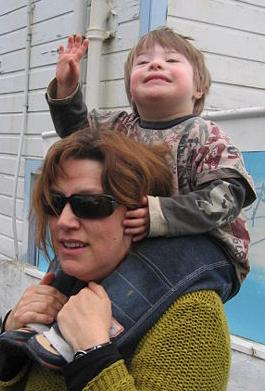
罹患唐氏症的孩童

### 基因疾病
基因造成神經發育障礙最有名的例子是21-三體症，又稱唐氏症；通常是由額外的21號染色體所造成，偶爾是因為染色體畸變（例如基因物質易位）所致。其特點是身材矮小、內眥贅皮（眼瞼異常）、指紋異常或斷掌、先天性心臟病、肌肉張力問題（神經發育遲緩）及智力障礙（智力發育遲緩）。
基因造成神經發育障礙較鮮為人知的例子是X染色體易裂症；最早是1943年Martin及Bell在研究具有性聯遺傳心理缺陷家族史的病例時描述了此種疾病。蕾特氏症也是X染色體疾病，會造成個案功能的嚴重限制。威廉斯氏症候群是由7號染色體的些許缺失所引起。最常見的複發基因組拷貝數變異症是22q11.2 缺失綜合症（舊稱為迪喬治症候群或腭心面綜合症），其次是普瑞德威利症候群（小胖威利症）及安格曼症候群（快樂木偶症）。

### 免疫功能障礙
妊娠期間，母親及發育中的胎兒都可能產生免疫反應，進而引發神經發育障礙。嬰兒和兒童常見的免疫反應是合併鏈球菌感染的兒童自體免疫神經精神異常（PANDAS，簡稱熊貓症候群），以及辛登南氏舞蹈症，其症狀多為身體異常運動增加，心理後遺症較少。這兩種疾病都是鏈球菌感染後產生的大腦組織免疫反應。遺傳因素可能造成其易感性，所以在鏈球菌感染大流行後，有時候家庭成員中會有好幾位可能會出現這兩種疾病。

### 傳染病
當人類在嬰兒期或童年期遭到全身性感染（SIRS），可能會影響神經發育，但不算是原發性神經發育障礙。例如，愛滋病感染頭部及大腦所造成的腦膿腫、腦膜炎或腦炎，有很高風險會引起神經發育問題，最終可能導致障礙，如麻疹可能惡化成亞急性硬化性全腦炎。
有許多傳染病可在出生前或出生時就先天傳染，並可能導致嚴重的神經發育問題，諸如單純疱疹病毒、巨細胞病毒、風疹（先天風疹綜合症）、茲卡病毒或諸如梅毒螺旋體（造成先天梅毒）之類的細菌，如果不治療，可能會發展為神經梅毒。原生動物如瘧原蟲或弓形蟲，可以引起先天性弓蟲症，在大腦及其他器官中形成囊腫，導致各種神經缺陷。
某些思覺失調症可能與先天感染有關，然而多數案例無法確認原因。

### 代謝疾病
母親或孩子的代謝疾病可能會導致神經發育障礙。例如糖尿病（屬於多因素疾病）及苯丙酮尿症（屬於遺傳代謝缺陷）。許多此類遺傳疾病可能會直接影響孩子的代謝及神經發育，但較少在妊娠期間接地影響孩子（另見畸形學）。
孩童如果患有第1型糖尿病，其血糖的高低波動可能會影響神經發育；如果控制不好，問題會持續並可能在童年加重。孩童如果患有第2型糖尿病，可能會在發作前就先出現認知功能障礙。
即使胎兒沒有遺傳疾病，如果母親患有妊娠糖尿病卻未被檢測出來，其胎兒也可能受到葡萄糖影響。 罹病的母親會讓腹中胎兒體型過大，增加其通過產道時受傷的風險，甚至可能直接出現早期神經發育缺陷，哪怕這些神經發育症狀通常會在童年後期減輕。
苯丙酮尿症（PKU）會造成神經發育問題，患有PKU的孩童需要嚴格控制飲食以預防智力障礙與其他疾病。若是母親患有PKU，就算胎兒沒有遺傳疾病，也可能從母親身上吸收過多的苯丙氨酸而產生相關疾病。

### 營養
營養失調及缺乏皆可能會導致神經發育障礙，例如脊柱裂與罕見的無腦畸形，兩者都為神經管出現缺陷，其神經系統及支持結構出現畸形及功能障礙，造成嚴重的身體殘疾及情緒後遺症。神經管缺陷最常見的營養問題是母親缺乏葉酸—通常可以從水果、蔬菜、全穀物及乳製品中攝取的維生素B。神經管缺陷的原因還有藥物及環境因素，其中若干會影響葉酸代謝，因此神經管缺陷被視為多重因素所致。
碘缺乏也會導致神經發育障礙，症狀從輕微的情緒障礙到嚴重的智力障礙不等（另見先天性碘缺乏症候群）。
母親及嬰兒的飲食過量可能也會導致疾病，因為食物或食品補充劑的攝取量過多時會轉變成毒性。1973年華盛頓大學醫學院的K.L. Jones和D.W. Smith發現，酗酒孕婦的孩子常出現「頭部、面部、四肢及心血管缺陷，伴隨產前生長不良及發育遲緩」的模式，現在稱之為胎兒酒精譜系障礙，症狀與其他不相干的神經發育障礙有明顯重疊。

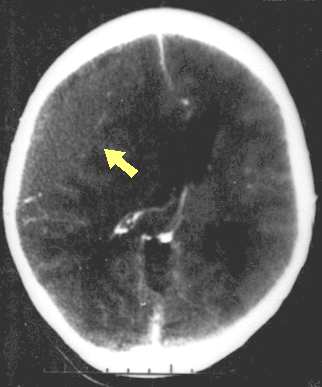
創傷性腦損傷案例：電腦斷層掃描圖片左上方顯示有硬膜外血腫。

### 身體創傷
主條目：創傷性腦損傷
人類發育時遭受頭部創傷是神經發育症候群的常見原因（光是美國每年就有超過40萬起受傷事件，但並不清楚其中有多少造成發育上的後遺症）。主要有兩個類別：腦性麻痺（包括未伴隨併發症之早產所導致的傷害）及嬰兒或兒童時期發生的傷害。先天性傷害的常見原因是窒息（氣管阻塞）、缺氧（腦部缺氧）以及分娩過程造成的機械式創傷。

### 胎盤
胎盤對於胎兒的生長至關重要，新興的神經胎盤學即是研究胎盤功能及大腦發展之間的關係。早產會讓胎兒突然失去胎盤的補給，另外還有某些鮮為人知的胎盤功能障礙也對胎兒造成影響。胎盤除了提供胎兒氣體及營養，幫助神經細胞的生長、分化、連結及發展，也可提供抗氧化及抗發炎的物質，保護胎兒的神經系統。

## 診斷
神經發育障礙通常是在父母、監護人、老師或其他當責人員向醫生求助後，對個案之特徵症狀或行為加以評估而得出診斷。也可以透過基因檢測來確認。傳統上經由核型分析可以檢測到疾病相關之遺傳和基因組，在已確診個案中可以檢測到5%有明顯基因異常。到了2017年則建議使用全基因組晶片分析（CMA，參見比較基因組雜交）取代核型分析，因為能夠檢測到更小的染色體異常和及拷貝數變異，因而可以將個案中確認遺傳因素之比例提高到20％。美國遺傳暨基因醫學學會（ACMG）及美國兒科學會推薦將其當作護理標準工具。
DSM-5-TR建議可在神經發育障礙診斷中使用特徵說明，如嚴重程度、目前症狀描述、與已知基因/其他醫學狀況/環境因素相關，可以讓個案臨床案例及當下症狀描述更加豐富，也讓病因學上可能有功用或是會影響臨床療程的因素得以被記錄下來。
ICD-11納入神經發育障礙的疾病與DSM-5-TR大同小異，雖然將妥瑞氏症等歸類為神經系統疾病，但有註記這些疾病與神經發育障礙症狀極為相似且高度共病。並提醒：診斷雖屬標準化評估，但檢測效果仍然可能會受到文化偏見、術語翻譯、及個案語言能力等因素的影響。